# Пицундская бухта
Пицу́ндская бу́хта (абх. Пиҵунда абаҕуаза, груз. ბიჭვინთის ყურე — Бичвинтская бухта) — бухта на кавказском побережье Чёрного моря. Одна из трёх крупнейших бухт Восточного Причерноморья (наряду с Сухумской и Батумской).
Глубина бухты у входа в западной части свыше 50 м, в северо-восточной части до 20 м. Дно бухты илистое, в восточной части бухты встречаются подводные камни. В бухту впадают реки Адзыду и Риапши. С запада бухту ограничивает мыс Пицунда. Восточный берег (мыс Пицунда) низменный с широким галечным пляжем; северный и северо-восточный берег возвышенный Мюссерскими холмами, которые круто обрываются в бухту.
Первые поселения рядом с бухтой появились ещё в IV веке до н. э., позднее греками на побережье был основан античный город и порт Питиунт (др.-греч. Πιτυοῦς, «сосновый»). На мысе произрастает сосна пицундская. Участок реликтового соснового бора взят под охрану и является заповедником.
В начале XX века бухта являлась важнейшим центром промысла дельфинов. С 1966 года охота на дельфинов запрещена.
На берегу бухты расположены город Пицунда, сёла Лидзава Гагрского района и Амжикухуа Гудаутского района. В Пицунде организован причал, в самой бухте расположен рейд для судов. На западном побережье бухты в 1960-е годы построены 7 пансионатов: «Апсны», «Бзыбь», «Золотое руно», «Колхети» (ныне «Колхида»), «Амра», «Иверия» (ныне «Амзара») и «Маяк». Также на побережье бухты в сосновом бору располагалась дача Хрущёва и государственная дача президента Республики Абхазия.